# Campsicnemus nigroanalis
Campsicnemus nigroanalis är en tvåvingeart som beskrevs av Octave Parent 1939. Campsicnemus nigroanalis ingår i släktet Campsicnemus och familjen styltflugor. Inga underarter finns listade i Catalogue of Life.